# Pogoro (G.50) jezici
Pogoro (G.50) jezici, malena podskupina nigersko-kongoanskih jezika iz centralne bantu skupine u zoni G, kojia govori ukupno oko 240.000 ljudi na području Tanzanije. Obuhva (2) jezika: 
- ndamba [ndj], 55.000 (1987).
- pogolo ili chipogolo [poy], 185.000 (1987).

## Vanjske poveznice
- Ethnologue (14th)
- Ethnologue (15th)